# Canon de 100 mm modèle 1893
Pour les articles homonymes, voir Canon de 100 mm.
Le canon de 100 mm modèle 1893 était un canon de marine français développé dans les années 1890, qui arma divers navires de guerre avant la Première Guerre mondiale et pendant la Seconde Guerre mondiale.

## Conception
Le canon de 100 mm modèle 1893 était une évolution du canon de 100 mm modèle 1891, conçu par Gustave Canet et produit par Schneider et Cie au Creusot en 1889. Il tirait des munitions à charges séparées, au début, puis fut modifié pour tirer des obus à douille. Cependant, les dimensions des armes et leur performance restèrent sensiblement les mêmes.
Le modèle 1893 était constitué d'un tube sur lequel était vissée une culasse Canet à vis. Il y avait aussi une chemise et trois couches d'anneaux de renforcement également vissés à la culasse.
L'arme était capable de tirer des obus perforants et explosifs, pesant de 14 à 16 kg.

## Utilisation
Le canon de 100 mm modèle 1893 arma de nombreux types de navires de la Marine française, mais aussi de la Marine bulgare.
Cuirassés
- Classe Charlemagne - Les trois navires de cette classe avaient un armement de huit canons 100 mm sous boucliers sur la superstructure[5].
- Iéna - Ce navire avait un armement secondaire composé de huit canons de 100 mm sur le pont[6].
- Suffren - Ce navire avait un armement secondaire composé de huit canons de 100 mm sur le pont et sur la superstructure[7].

Croiseurs protégés
- Classe D'Estrées - Les deux navires de cette classe avaient un armement secondaire composé de quatre canons de 100 mm, sur sponsons au milieu du navire[8].
- Classe Dupleix - Les trois navires de cette classe avaient un armement secondaire constitué de quatre canons de 100 mm sur le gaillard d'avant[9].
- Classe Linois - Les trois navires de cette classe avaient un armement secondaire constitué de deux canons de 100 mm sur pivot[10].

Croiseurs cuirassés
- Classe Gloire - Les cinq navires de cette classe avaient un armement secondaire composé de six canons de 100 mm en casemates au milieu du navire[11].
- Classe Gueydon - Les trois navires de cette classe avaient un armement secondaire composé de quatre canons de 100 mm sur le gaillard d'avant[12].

Contre-torpilleurs
- Classe Aventurier - Les quatre navires de cette classe avaient un armement composé de quatre canons de 100 mm. L'un était sur le gaillard d'avant, un entre les cheminées, et deux sur le gaillard d'arrière, en avant et en arrière de la plate-forme du projecteur[13].
- Classe Bisson - Les six navires de cette classe avaient un armement composé de deux canons de 100 mm, sur pivot, à l'avant et à l'arrière[14].
- Classe Bouclier - Les douze navires de cette classe avaient un armement composé de deux canons de 100 mm, sur pivot, à l'avant et à l'arrière[15].
- Classe Enseigne Roux - Les deux navires de cette classe avaient un armement composé de deux canons de 100 mm, sur pivot, à l'avant et à l'arrière[16].

Canonnières
- Nadezhda (en) - Ce navire avait un armement composé de deux canons sur pivot protégés par des boucliers sur le pont[17].
- Classe K - Les quatre navires de cette classe avaient un armement de deux canons, un à chaque extrémité[18].